# 294

294(이백구십사)는 293보다 크고 295보다 작은 자연수다.

## 수학
- 합성수로, 그 약수는 총 12개다. (1, 2, 3, 6, 7, 14, 21, 42, 49, 98, 147, 294)
  - 294의 진약수의 합은 390이므로, 294는 과잉수다.
- {\displaystyle 294=65+96+133}
  - 연속하는 세 팔각수의 합으로 나타낼 수 있는 수다. 이 성질을 지닌 앞의 수는 201, 다음 수는 405다.
- {\displaystyle 294=7^{2}+8^{2}+9^{2}+10^{2}}
  - 연속하는 네 자연수의 제곱합으로 나타낼 수 있는 수다. 이 성질을 지닌 앞의 수는 230, 다음 수는 366이다.
- {\displaystyle 97^{2}-1}은 294로 나누어떨어진다.

## 과학
- NGC 294(영어판): 큰부리새자리 방향에 있는 산개성단.

## 교통
- 일본 294번 국도(일본어판): 지바현 가시와시에서 후쿠시마현 아이즈와카마쓰시까지 이어지는 일본의 국도.
- 현도 제294호선

## 군사
- U-294(영어판): 제2차 세계 대전에 사용된 나치 독일의 군용 잠수함.

## 문화유산
- 대한민국의 국보 제294호: 백자 청화철채동채초충문 병
- 대한민국의 보물 제294호: 함양 승안사지 삼층석탑
- 대한민국의 사적 제294호: 전주 남고산성

## 방송
- 지니 TV에서 미국 디스커버리 동물 방송국인 애니멀 플래닛 채널 번호.
- B tv의 C채널 채널 번호.

## 기타
- 연도: 294년, 기원전 294년